# Championnat de Tchécoslovaquie de football 1990-1991
Navigation
Saison précédente Saison suivante
La saison 1990-1991 du Championnat de Tchécoslovaquie de football est la 65e édition du championnat de première division en Tchécoslovaquie. Les seize meilleurs clubs du pays se retrouvent au sein d'une poule unique, la First League, où les formations s'affrontent deux fois, à domicile et à l'extérieur. À l'issue du championnat, les deux derniers du classement sont relégués et remplacés par les deux meilleurs clubs de II. Liga, la deuxième division tchécoslovaque.
C'est le club du Sparta Prague, quadruple tenant du titre, qui termine à nouveau en tête du classement du championnat, avec un seul point d'avance sur le SK Slovan Bratislava et deux sur le SK Sigma Olomouc. C'est le 22e titre de champion de Tchécoslovaquie de l'histoire du club.

## Les 16 clubs participants
| - Dukla Prague - TJ Vitkovice - Zbrojovka Brno - DAC Dunajska Streda - FC Bohemians Prague - SK Slovan Bratislava - Tatran Presov - Promu de II. Liga - FK Inter Bratislava | - Dukla Banska Bystrica - FC Banik Ostrava - Union Cheb - FC Nitra - SK Sigma Olomouc - SK Slavia Prague - Spartak Hradec Králové - Promu de II. Liga - AC Sparta Prague |

## Compétition

### Classement
Le barème utilisé pour établir le classement est le suivant :
- Victoire : 2 points
- Match nul : 1 point
- Défaite : 0 point

| Rang | Équipe                     | Pts | J  | G  | N  | P  | Bp | Bc | Diff |
| ---- | -------------------------- | --- | -- | -- | -- | -- | -- | -- | ---- |
| 1    | AC Sparta Prague (T)       | 39  | 30 | 15 | 9  | 6  | 58 | 28 | +30  |
| 2    | ŠK Slovan Bratislava       | 38  | 30 | 16 | 6  | 8  | 47 | 27 | +20  |
| 3    | SK Sigma Olomouc           | 37  | 30 | 16 | 5  | 9  | 52 | 34 | +18  |
| 4    | DAC Dunajská Streda        | 35  | 30 | 12 | 11 | 7  | 39 | 36 | +3   |
| 5    | FC Baník Ostrava (C)       | 32  | 30 | 14 | 4  | 12 | 50 | 34 | +16  |
| 6    | Union Cheb                 | 32  | 30 | 13 | 6  | 11 | 44 | 36 | +8   |
| 7    | FK Inter Bratislava        | 30  | 30 | 10 | 10 | 10 | 41 | 42 | -1   |
| 8    | FK Dukla Banská Bystrica   | 30  | 30 | 11 | 8  | 11 | 35 | 37 | -2   |
| 9    | SK Slavia Prague           | 30  | 30 | 10 | 10 | 10 | 44 | 48 | -4   |
| 10   | Tatran Prešov (P)          | 29  | 30 | 10 | 9  | 11 | 42 | 39 | +3   |
| 11   | Dukla Prague               | 29  | 30 | 12 | 5  | 13 | 38 | 52 | -14  |
| 12   | TJ Vitkovice               | 28  | 30 | 12 | 4  | 14 | 47 | 52 | -5   |
| 13   | FC Bohemians Prague        | 27  | 30 | 10 | 7  | 13 | 35 | 50 | -15  |
| 14   | Spartak Hradec Králové (P) | 27  | 30 | 10 | 7  | 13 | 33 | 52 | -19  |
| 15   | FC Nitra                   | 25  | 30 | 9  | 7  | 14 | 30 | 35 | -5   |
| 16   | Zbrojovka Brno             | 12  | 30 | 2  | 8  | 20 | 19 | 52 | -33  |

|  | Qualification pour la Coupe d'Europe des clubs champions 1991-1992                                |
|  | Qualification pour la Coupe des Coupes 1991-1992                                                  |
|  | Qualification pour la Coupe UEFA 1991-1992                                                        |
|  | Relégation en II. Liga                                                                            |
|  | (T) Tenant du titre (C) Vainqueur de la Coupe du Tchécoslovaquie (P) : Promu de deuxième division |

## Bilan de la saison
| Championnat de Tchécoslovaquie de football 1990-1991 |                              |
| Champion                                             | AC Sparta Prague (22e titre) |
| Coupes et trophées                                   |                              |
| Vainqueur de la Coupe de Tchécoslovaquie 1990-1991   | FC Banik Ostrava             |
| Qualifications continentales                         |                              |
| Coupe d'Europe des clubs champions 1991-1992         | AC Sparta Prague             |
| Coupe des Coupes 1991-1992                           | FC Banik Ostrava             |
| Coupe UEFA 1991-1992                                 | SK Slovan Bratislava         |
| Coupe UEFA 1991-1992                                 | SK Sigma Olomouc             |
| Promotions et relégations                            |                              |
| Promus en I. Liga                                    | SK Dynamo České Budějovice   |
| Promus en I. Liga                                    | FC Spartak Trnava            |
| Relégués en II. Liga                                 | FC Nitra                     |
| Relégués en II. Liga                                 | Zbrojovka Brno               |